# Sam Pera junior
Samuel „Sam“ Pera junior (* 11. März 1989 auf Rarotonga) ist ein Gewichtheber von den Cookinseln.

## Karriere
Sam Pera Junior nahm als Fahnenträger seines Landes an den Olympischen Sommerspielen 2008 teil, wobei er den zwölften Rang in der Kategorie ab 105 kg mit 350 kg erringen konnte. Bereits sein Vater, Sam Nunuke Pera, hatte mehrmals als Gewichtheber an den Olympischen Sommerspielen teilgenommen.
Bei den Ozeanienmeisterschaften 2008 wurde Pera Dritter.